# Ointroducerad adels förening
Ointroducerad adels förening är en svensk förening för i Sverige levande adliga ätter vilka inte är introducerade på Svenska riddarhuset, det vill säga att ätterna inte har representationsrätt där.

## Om föreningen
Föreningen instiftades 1917 som Sveriges Ointroducerade Adels Förening, men bytte 1933 namn till Ointroducerad adels förening. Föreningen har ingen officiell ställning och beslutar själv efter prövning vilka släkter som får inträde i föreningen. Föreningen har publicerat ett antal adelskalendrar, först under namnet Sveriges ointroducerade adels kalender och senare  som Kalender över Ointroducerad adels förening. Den senare titeln utkommer sedan 1934 vart femte år.
Föreningens arkiv är deponerat på Riksarkivet i Stockholm.

### Medlemskap
Medlemskap i föreningen är frivilligt. Medlemmarna är förtecknade i Kalender över Ointroducerad Adels Förening. De släkter kalendern omfattar utgörs av dem som bildar föreningen. 
Medlemskap medges släkter av tre kategorier:
1. Släkt som erhållit svenskt adelskap, men icke tagit introduktion på svenska Riddarhuset.
2. Släkt som är av svenskt ursprung och är helt eller till en del bosatt i Sverige och som förvärvat utländskt adelskap.
3. Släkt som har adlig värdighet från annat land än Sverige och som numera i sin helhet eller till en del är bosatt i Sverige.[3]

Sedan gammalt ingår i kalendern även ett mindre antal vapenförande släkter vilkas eventuella adelskap ej kunnat bevisas.

### Ordförande
- Överste Claes Grill 1917–1919
- Överste Adolf Murray 1919–1931
- Generallöjtnant Henri de Champs 1931–1937
- Generalmajor Rickman von der Lancken 1937–1948
- Greve Carl Bernadotte af Wisborg 1948–1963
- Kammarherre Johan Treschow 1963–1976
- Överste Gilbert Murray 1976–1987
- Överste Hans von Schreeb 1987–1995
- Direktör Ulf von Roth 1995–2000
- Docent greve Peter af Trampe 2000–2015
- Generalläkare, markis Siegfried Joussineau de Tourdonnet 2015 - 2024
- Fredrik von Feilitzen 2024 -

### Hedersledamöter
- Prins Oscar Bernadotte 1945
- Kapten Tage von Gerber 1960
- Kammarherre Gustaf Murray 1960
- Greve Carl Bernadotte af Wisborg 1963
- Kabinettskammarherre Johan Treschow 1976
- Överste Gilbert Murray 1987
- Överste Hans von Schreeb 1996
- Fil. dr Lars Wikström 2007
- Fil. dr Inga von Corswant-Naumburg 2012
- Docent Peter af Trampe 2016

## Kalendrar över ointroducerad adel
Carl Herman Tersmeden utgav 1886 och 1899 Kalender öfver i Sverige lefvande ointroducerad adel (KSOA). Åren 1912–44 utgav Tage von Gerber Sveriges ointroducerade adels kalender (SOAK), ursprungligen som ett privat projekt, men från 1917 i samarbete med Sveriges Ointroducerade Adels Förening som grundades detta år. När föreningen 1933 hade bytt namn till Ointroducerad Adels Förening startade den 1935 genom Johan Kleberg utgivningen av Kalender över Ointroducerad adels förening (KOAF), efter konflikter i föreningen. Denna kalender utkom 2010 i sin tjugoandra utgåva. KOAF visar endast medlemmar i Ointroducerad adels förening och utkom 2020 i sin tjugofjärde upplaga.
Redaktörer för KOAF har varit Johan Kleberg 1935–1949, Knut von Sydow 1952–1958, Erik T:son Uggla 1961–1964, Johan von Sydow och Leif Påhlsson 1967, Leif Påhlsson 1970, Christoffer von Warnstedt 1975, Lars Wikström 1980–2005 samt Niclas von Rothstein från 2010.